# Alphabetische Liste der Asteroiden/Y
| Alphabetische Liste der Asteroiden – Y |                  |
| Nummer und Name                        | Gruppe / Typ     |
| (43794) Yabetakemoto                   | Hauptgürtel      |
| (4631) Yabu                            | Hauptgürtel      |
| (5192) Yabuki                          | Hauptgürtel      |
| (9655) Yaburanger                      | Hauptgürtel      |
| (2652) Yabuuti                         | Hauptgürtel      |
| (21327) Yabuzuka                       | Hauptgürtel      |
| (8493) Yachibozu                       | Hauptgürtel      |
| (23241) Yada                           | Hauptgürtel      |
| (117568) Yadame                        | Hauptgürtel      |
| (9869) Yadoumaru                       | Hauptgürtel      |
| (9788) Yagami                          | Hauptgürtel      |
| (12908) Yagudina                       | Hauptgürtel      |
| (22355) Yahabananshozan                | Hauptgürtel      |
| (4941) Yahagi                          | Hauptgürtel      |
| (333639) Yaima                         | Hauptgürtel      |
| (7956) Yaji                            | Hauptgürtel      |
| (9719) Yakage                          | Hauptgürtel      |
| (11140) Yakedake                       | Hauptgürtel      |
| (1653) Yakhontovia                     | Hauptgürtel      |
| (8865) Yakiimo                         | Hauptgürtel      |
| (5614) Yakovlev                        | Hauptgürtel      |
| (14149) Yakowitz                       | Hauptgürtel      |
| (5994) Yakubovich                      | Hauptgürtel      |
| (20193) Yakushima                      | Hauptgürtel      |
| (8940) Yakushimaru                     | Hauptgürtel      |
| (2607) Yakutia                         | Hauptgürtel      |
| (24986) Yalefan                        | Hauptgürtel      |
| (23220) Yalemichaels                   | Hauptgürtel      |
| (13915) Yalow                          | Hauptgürtel      |
| (1475) Yalta                           | Hauptgürtel      |
| (3786) Yamada                          | Hauptgürtel      |
| (15202) Yamada-Houkoku                 | Hauptgürtel      |
| (7039) Yamagata                        | Hauptgürtel      |
| (10864) Yamagatashi                    | Hauptgürtel      |
| (48607) Yamagatatemodai                | Hauptgürtel      |
| (15841) Yamaguchi                      | Hauptgürtel      |
| (15351) Yamaguchimamoru                | Hauptgürtel      |
| (8923) Yamakawa                        | Hauptgürtel      |
| (13380) Yamamohammed                   | Hauptgürtel      |
| (2249) Yamamoto                        | Hauptgürtel      |
| (5687) Yamamotoshinobu                 | Hauptgürtel      |
| (18087) Yamanaka                       | Hauptgürtel      |
| (5473) Yamanashi                       | Hauptgürtel      |
| (9396) Yamaneakisato                   | Hauptgürtel      |
| (23644) Yamaneko                       | Hauptgürtel      |
| (8097) Yamanishi                       | Hauptgürtel      |
| (7193) Yamaoka                         | Hauptgürtel      |
| (6497) Yamasaki                        | Hauptgürtel      |
| (11087) Yamasakimakoto                 | Hauptgürtel      |
| (21161) Yamashitaharuo                 | Hauptgürtel      |
| (4929) Yamatai                         | Hauptgürtel      |
| (10888) Yamatano-orochi                | Hauptgürtel      |
| (85401) Yamatenclub                    | Hauptgürtel      |
| (5282) Yamatotakeru                    | Hauptgürtel      |
| (32184) Yamaura                        | Hauptgürtel      |
| (16439) Yamehoshinokawa                | Hauptgürtel      |
| (83363) Yamwingwah                     | Hauptgürtel      |
| (73782) Yanagida                       | Hauptgürtel      |
| (4260) Yanai                           | Hauptgürtel      |
| (9206) Yanaikeizo                      | Hauptgürtel      |
| (22489) Yanaka                         | Hauptgürtel      |
| (12866) Yanamadala                     | Hauptgürtel      |
| (327421) Yanamandra                    | Hauptgürtel      |
| (2693) Yan’an                          | Hauptgürtel      |
| (46643) Yanase                         | Hauptgürtel      |
| (19664) Yancey                         | Hauptgürtel      |
| (12225) Yanfernández                   | Hauptgürtel      |
| (3421) Yangchenning                    | Hauptgürtel      |
| (3039) Yangel                          | Hauptgürtel      |
| (10410) Yangguanghua                   | Hauptgürtel      |
| (11637) Yangjiachi                     | Hauptgürtel      |
| (16164) Yangli                         | Hauptgürtel      |
| (23761) Yangliqing                     | Hauptgürtel      |
| (21064) Yangliwei                      | Hauptgürtel      |
| (12757) Yangtze                        | Hauptgürtel      |
| (26720) Yangxinyan                     | Hauptgürtel      |
| (267017) Yangzhifa                     | Hauptgürtel      |
| (3729) Yangzhou                        | Hauptgürtel      |
| (11730) Yanhua                         | Hauptgürtel      |
| (10611) Yanjici                        | Hauptgürtel      |
| (24439) Yanney                         | Hauptgürtel      |
| (8906) Yano                            | Hauptgürtel      |
| (15856) Yanokoji                       | Hauptgürtel      |
| (4576) Yanotoyohiko                    | Hauptgürtel      |
| (19443) Yanzhong                       | Hauptgürtel      |
| (175633) Yaoan                         | Hauptgürtel      |
| (41981) Yaobeina                       | Hauptgürtel      |
| (25612) Yaoskalucia                    | Hauptgürtel      |
| (31291) Yaoyue                         | Hauptgürtel      |
| (11137) Yarigatake                     | Hauptgürtel      |
| (2273) Yarilo                          | Hauptgürtel      |
| (29655) Yarimlee                       | Hauptgürtel      |
| (35334) Yarkovsky                      | Hauptgürtel      |
| (3470) Yaronika                        | Hauptgürtel      |
| (4437) Yaroshenko                      | Hauptgürtel      |
| (15212) Yaroslavl’                     | Hauptgürtel      |
| (3442) Yashin                          | Hauptgürtel      |
| (29992) Yasminezubi                    | Hauptgürtel      |
| (9230) Yasuda                          | Hauptgürtel      |
| (8101) Yasue                           | Hauptgürtel      |
| (11974) Yasuhidefujita                 | Hauptgürtel      |
| (18818) Yasuhiko                       | Hauptgürtel      |
| (14036) Yasuhirotoyama                 | Hauptgürtel      |
| (31438) Yasuhitohayashi                | Hauptgürtel      |
| (27955) Yasumasa                       | Hauptgürtel      |
| (10822) Yasunori                       | Hauptgürtel      |
| (7890) Yasuofukui                      | Hauptgürtel      |
| (10188) Yasuoyoneda                    | Hauptgürtel      |
| (6922) Yasushi                         | Hauptgürtel      |
| (4863) Yasutani                        | Hauptgürtel      |
| (9106) Yatagarasu                      | Hauptgürtel      |
| (35076) Yataro                         | Hauptgürtel      |
| (12447) Yatescup                       | Hauptgürtel      |
| (2728) Yatskiv                         | Hauptgürtel      |
| (4033) Yatsugatake                     | Hauptgürtel      |
| (7097) Yatsuka                         | Hauptgürtel      |
| (64290) Yaushingtung                   | Hauptgürtel      |
| (5887) Yauza                           | Hauptgürtel      |
| (9238) Yavapai                         | Hauptgürtel      |
| (4072) Yayoi                           | Hauptgürtel      |
| (2270) Yazhi                           | Hauptgürtel      |
| (166886) Ybl                           | Hauptgürtel      |
| (3689) Yeates                          | Hauptgürtel      |
| (4661) Yebes                           | Hauptgürtel      |
| (27895) Yeduzheng                      | Hauptgürtel      |
| (52344) Yehudimenuhin                  | Hauptgürtel      |
| (30314) Yelenam                        | Hauptgürtel      |
| (110297) Yellowriver                   | Hauptgürtel      |
| (9249) Yen                             | Hauptgürtel      |
| (15804) Yenisei                        | Hauptgürtel      |
| (28942) Yennydieguez                   | Hauptgürtel      |
| (20641) Yenuanchen                     | Hauptgürtel      |
| (2956) Yeomans                         | Hauptgürtel      |
| (456677) Yepeijian                     | Hauptgürtel      |
| (12881) Yepeiyu                        | Hauptgürtel      |
| (990) Yerkes                           | Hauptgürtel      |
| (7707) Yes                             | Hauptgürtel      |
| (2576) Yesenin                         | Hauptgürtel      |
| (3241) Yeshuhua                        | Hauptgürtel      |
| (2843) Yeti                            | Hauptgürtel      |
| (38960) Yeungchihung                   | Hauptgürtel      |
| (19848) Yeungchuchiu                   | Hauptgürtel      |
| (40776) Yeungkwongyu                   | Hauptgürtel      |
| (17039) Yeuseyenka                     | Hauptgürtel      |
| (5114) Yezo                            | Hauptgürtel      |
| (16043) Yichenzhang                    | Hauptgürtel      |
| (63156) Yicheon                        | Hauptgürtel      |
| (7602) Yidaeam                         | Hauptgürtel      |
| (7630) Yidumduma                       | Hauptgürtel      |
| (25962) Yifanli                        | Hauptgürtel      |
| (23066) Yihedong                       | Hauptgürtel      |
| (31969) Yihuachen                      | Hauptgürtel      |
| (26620) Yihuali                        | Hauptgürtel      |
| (175411) Yilan                         | Hauptgürtel      |
| (18887) Yiliuchen                      | Hauptgürtel      |
| (27374) Yim                            | Hauptgürtel      |
| (23235) Yingfan                        | Hauptgürtel      |
| (21817) Yingling                       | Hauptgürtel      |
| (18770) Yingqiuqilei                   | Hauptgürtel      |
| (28415) Yingxiong                      | Hauptgürtel      |
| (3340) Yinhai                          | Hauptgürtel      |
| (21723) Yinyinwu                       | Hauptgürtel      |
| (206185) Yip                           | Hauptgürtel      |
| (10479) Yiqunchen                      | Hauptgürtel      |
| (22553) Yisun                          | Hauptgürtel      |
| (72021) Yisunji                        | Hauptgürtel      |
| (80801) Yiwu                           | Hauptgürtel      |
| (1972) Yi Xing                         | Hauptgürtel      |
| (26618) Yixinli                        | Hauptgürtel      |
| (20880) Yiyideng                       | Hauptgürtel      |
| (32107) Ylitalo                        | Hauptgürtel      |
| (2846) Ylppö                           | Hauptgürtel      |
| (24021) Yocum                          | Hauptgürtel      |
| (6243) Yoder                           | Hauptgürtel      |
| (20522) Yogeshwar                      | Hauptgürtel      |
| (27578) Yogisullivan                   | Hauptgürtel      |
| (5176) Yoichi                          | Hauptgürtel      |
| (8072) Yojikondo                       | Hauptgürtel      |
| (13529) Yokaboshi                      | Hauptgürtel      |
| (5236) Yoko                            | Hauptgürtel      |
| (7136) Yokohasuo                       | Hauptgürtel      |
| (7287) Yokokurayama                    | Hauptgürtel      |
| (6557) Yokonomura                      | Hauptgürtel      |
| (35371) Yokonozaki                     | Hauptgürtel      |
| (327695) Yokoono                       | Hauptgürtel      |
| (7261) Yokootakeo                      | Hauptgürtel      |
| (6155) Yokosugano                      | Hauptgürtel      |
| (6656) Yokota                          | Hauptgürtel      |
| (6649) Yokotatakao                     | Hauptgürtel      |
| (18289) Yokoyamakoichi                 | Hauptgürtel      |
| (11987) Yonematsu                      | Hauptgürtel      |
| (5060) Yoneta                          | Hauptgürtel      |
| (6228) Yonezawa                        | Hauptgürtel      |
| (5730) Yonosuke                        | Hauptgürtel      |
| (3823) Yorii                           | Hauptgürtel      |
| (5744) Yorimasa                        | Hauptgürtel      |
| (3902) Yoritomo                        | Hauptgürtel      |
| (28220) York                           | Hauptgürtel      |
| (35976) Yorktown                       | Hauptgürtel      |
| (5784) Yoron                           | Hauptgürtel      |
| (54509) YORP                           | Apollo-Typ       |
| (10547) Yosakoi                        | Hauptgürtel      |
| (10405) Yoshiaki                       | Hauptgürtel      |
| (34077) Yoshiakifuse                   | Hauptgürtel      |
| (3950) Yoshida                         | Hauptgürtel      |
| (7351) Yoshidamichi                    | Hauptgürtel      |
| (5753) Yoshidatadahiko                 | Hauptgürtel      |
| (9220) Yoshidayama                     | Hauptgürtel      |
| (12056) Yoshigeru                      | Hauptgürtel      |
| (8904) Yoshihara                       | Hauptgürtel      |
| (7408) Yoshihide                       | Hauptgürtel      |
| (5915) Yoshihiro                       | Hauptgürtel      |
| (7188) Yoshii                          | Hauptgürtel      |
| (15906) Yoshikaneda                    | Hauptgürtel      |
| (5237) Yoshikawa                       | Hauptgürtel      |
| (8102) Yoshikazu                       | Hauptgürtel      |
| (15252) Yoshiken                       | Hauptgürtel      |
| (9123) Yoshiko                         | Hauptgürtel      |
| (43931) Yoshimi                        | Hauptgürtel      |
| (8946) Yoshimitsu                      | Hauptgürtel      |
| (25088) Yoshimura                      | Hauptgürtel      |
| (4574) Yoshinaka                       | Hauptgürtel      |
| (5640) Yoshino                         | Hauptgürtel      |
| (4670) Yoshinogawa                     | Hauptgürtel      |
| (9073) Yoshinori                       | Hauptgürtel      |
| (18840) Yoshioba                       | Hauptgürtel      |
| (6199) Yoshiokayayoi                   | Hauptgürtel      |
| (30448) Yoshiomoriyama                 | Hauptgürtel      |
| (8735) Yoshiosakai                     | Hauptgürtel      |
| (9898) Yoshiro                         | Hauptgürtel      |
| (7300) Yoshisada                       | Hauptgürtel      |
| (26837) Yoshitakaokazaki               | Hauptgürtel      |
| (10568) Yoshitanaka                    | Hauptgürtel      |
| (12365) Yoshitoki                      | Hauptgürtel      |
| (3733) Yoshitomo                       | Hauptgürtel      |
| (3178) Yoshitsune                      | Hauptgürtel      |
| (10167) Yoshiwatiso                    | Hauptgürtel      |
| (7257) Yoshiya                         | Hauptgürtel      |
| (5172) Yoshiyuki                       | Hauptgürtel      |
| (2910) Yoshkar-Ola                     | Hauptgürtel      |
| (9074) Yosukeyoshida                   | Hauptgürtel      |
| (13565) Yotakanashi                    | Hauptgürtel      |
| (9784) Yotsubashi                      | Hauptgürtel      |
| (21826) Youjiazhong                    | Hauptgürtel      |
| (2165) Young                           | Hauptgürtel      |
| (7020) Yourcenar                       | Hauptgürtel      |
| (29808) Youssoliman                    | Hauptgürtel      |
| (7105) Yousyozan                       | Hauptgürtel      |
| (7992) Yozan                           | Hauptgürtel      |
| (184280) Yperion                       | Jupiter-Trojaner |
| (10120) Ypres                          | Hauptgürtel      |
| (2804) Yrjö                            | Hauptgürtel      |
| (15703) Yrjölä                         | Hauptgürtel      |
| (351) Yrsa                             | Hauptgürtel      |
| (15363) Ysaÿe                          | Hauptgürtel      |
| (18751) Yualexandrov                   | Hauptgürtel      |
| (6541) Yuan                            | Hauptgürtel      |
| (263906) Yuanfengfang                  | Hauptgürtel      |
| (8117) Yuanlongping                    | Hauptgürtel      |
| (214883) Yuanxikun                     | Hauptgürtel      |
| (22572) Yuanzhang                      | Hauptgürtel      |
| (106817) Yubangtaek                    | Hauptgürtel      |
| (10799) Yucatán                        | Hauptgürtel      |
| (83600) Yuchunshun                     | Hauptgürtel      |
| (7581) Yudovich                        | Hauptgürtel      |
| (41740) Yuenkwokyung                   | Hauptgürtel      |
| (32622) Yuewaichun                     | Hauptgürtel      |
| (10016) Yugan                          | Hauptgürtel      |
| (1554) Yugoslavia                      | Hauptgürtel      |
| (9848) Yugra                           | Hauptgürtel      |
| (47077) Yuji                           | Hauptgürtel      |
| (9415) Yujiokimura                     | Hauptgürtel      |
| (8089) Yukar                           | Hauptgürtel      |
| (6913) Yukawa                          | Hauptgürtel      |
| (152657) Yukifumi                      | Hauptgürtel      |
| (28340) Yukihiro                       | Hauptgürtel      |
| (10559) Yukihisa                       | Hauptgürtel      |
| (40248) Yukikajiura                    | Hauptgürtel      |
| (37392) Yukiniall                      | Hauptgürtel      |
| (5513) Yukio                           | Hauptgürtel      |
| (5821) Yukiomaeda                      | Hauptgürtel      |
| (26794) Yukioniimi                     | Hauptgürtel      |
| (20019) Yukiotanaka                    | Hauptgürtel      |
| (13627) Yukitamayo                     | Hauptgürtel      |
| (55212) Yukitoayatsuji                 | Hauptgürtel      |
| (30509) Yukitrippel                    | Hauptgürtel      |
| (5855) Yukitsuna                       | Hauptgürtel      |
| (9109) Yukomotizuki                    | Hauptgürtel      |
| (19370) Yukyung                        | Hauptgürtel      |
| (14960) Yule                           | Hauptgürtel      |
| (15745) Yuliya                         | Amor-Typ         |
| (31196) Yulong                         | Hauptgürtel      |
| (12746) Yumeginga                      | Hauptgürtel      |
| (7596) Yumi                            | Hauptgürtel      |
| (20073) Yumiko                         | Hauptgürtel      |
| (15729) Yumikoitahana                  | Hauptgürtel      |
| (21447) Yungchieh                      | Hauptgürtel      |
| (200578) Yungchuen                     | Hauptgürtel      |
| (435728) Yunlin                        | Hauptgürtel      |
| (2230) Yunnan                          | Hauptgürtel      |
| (33472) Yunorperalta                   | Hauptgürtel      |
| (20853) Yunxiangchu                    | Hauptgürtel      |
| (173936) Yuribo                        | Hauptgürtel      |
| (315276) Yurigradovsky                 | Hauptgürtel      |
| (6942) Yurigulyaev                     | Hauptgürtel      |
| (11826) Yurijgromov                    | Hauptgürtel      |
| (375832) Yurijmedvedev                 | Hauptgürtel      |
| (13146) Yuriko                         | Hauptgürtel      |
| (4917) Yurilvovia                      | Hauptgürtel      |
| (8635) Yuriosipov                      | Hauptgürtel      |
| (212924) Yurishevchuk                  | Hauptgürtel      |
| (8781) Yurka                           | Hauptgürtel      |
| (21818) Yurkanin                       | Hauptgürtel      |
| (7558) Yurlov                          | Hauptgürtel      |
| (79333) Yusaku                         | Hauptgürtel      |
| (185546) Yushan                        | Hauptgürtel      |
| (30028) Yushihomma                     | Hauptgürtel      |
| (27261) Yushiwang                      | Hauptgürtel      |
| (158241) Yutonagatomo                  | Hauptgürtel      |
| (20204) Yuudurunosato                  | Hauptgürtel      |
| (5291) Yuuko                           | Hauptgürtel      |
| (16790) Yuuzou                         | Hauptgürtel      |
| (25903) Yuvalcalev                     | Hauptgürtel      |
| (10837) Yuyakekoyake                   | Hauptgürtel      |
| (20265) Yuyinchen                      | Hauptgürtel      |
| (28966) Yuyingshih                     | Hauptgürtel      |
| (6009) Yuzuruyoshii                    | Hauptgürtel      |
| (1340) Yvette                          | Hauptgürtel      |
| (25120) Yvetteleung                    | Hauptgürtel      |
| (1301) Yvonne                          | Hauptgürtel      |
| (28049) Yvonnealex                     | Hauptgürtel      |
| (15115) Yvonneroe                      | Hauptgürtel      |
| (9501) Ywain                           | Hauptgürtel      |